# Federación Nacional de Cafeteros de Colombia
La Federación Nacional de Cafeteros de Colombia, également connue sous les acronymes FNC ou Fedecafé, est une association créée en 1927 dont le but est de promouvoir le café colombien.

## Histoire
Dans un contexte où le café acquiert de plus en plus d'importance, où les marchés sont instables et où il devient nécessaire de soutenir et de consolider le développement de l'industrie caféière, la Federación Nacional de Cafeteros de Colombia (FNC ou Fedecafé) est créée le 27 juin 1927. Ainsi, lors du IIe congrès national du café qui se déroule à Medellin du 21 au 27 juin, cette nouvelle institution acquiert le statut de personne juridique de droit privé et en tant qu'association à but non lucratif. Son premier dirigeant est Alfredo Cortázar Toledo qui assurera sa fonction jusqu'en 1930. L'objectif principal de la Fedecafé est de défendre l'industrie caféière colombienne.
En 1927, le premier comité national des caféiculteurs (en espagnol : Comite nacional de cafeteros) demande au gouvernement national la mise en place d'une loi établissant un impôt de 10 centavos pour chaque sac de café exporté. C'est chose faite avec la loi no 76 de 1927 qui aboutit à la mise en place d'une taxe sur le café sous la forme d'un prélèvement, ce qui devient par la suite la principale source de revenus pour la Fedecafé.
En effet, une loi promulguée en 1931 permet à la Fedecafé de classifier les différentes qualité de café. En 1932, un décret présidentiel impose que, sur chaque sac de café exporté d'origine colombienne, apparaisse l'inscription « Café de Colombia » et trois bandes verticales (une rouge entre deux vertes). Cela permet à la Colombie d'être l'un des premiers pays producteurs de café à utiliser une méthode de qualification des produits.
Alors dirigée par Arturo Gómez Jaramillo et tandis que le café subit une crise grave en raison de l'offre excédentaire de céréales sur le marché mondial, la Fedecafé organise un concours auquel participent plusieurs entreprises de publicité internationales. L'objectif est de concevoir une stratégie démontrant au consommateur international que le café colombien, pour sa haute qualité et via un processus de production rigoureux, est le meilleur café au monde. Le marché est remporté par l'agence de publicité américaine Doyle Dane Bernbach. Le personnage fictif « Juan Valdez » est alors créé et est personnifié par un acteur américain d'origine cubaine, José F. Duval. Cette opération marketing est un succès dès son lancement en 1960 car, selon la Fedecafé, après six mois de campagne, la reconnaissance des produits colombiens sur le marché américain passe de 50 à 81 % et le taux de personnes estimant que la Colombie produit le meilleur café passe de 4 à 25 %.

## Organisation

### Organisation générale
Lors de la fondation de la Fedecafé, des comités départementaux des caféiculteurs et des comités municipaux des caféiculteurs voient également le jour, et ce afin de représenter cet organisme, respectivement au niveau des départements caféiers et des municipalités.
Seuls les producteurs dont la production annuelle dépasse 375 kg de café marchand ou qui possèdent une exploitation dont la superficie est supérieure à un hectare peuvent être membres de la Fedecafé. Ils bénéficient alors de services de développement agricole tels qu'une assistance technique pour la culture du café et une diversification des cultures originaires des zones caféières.

### Présidence
- Alfredo Cortázar Toledo (1927-1930)[4]
- Enrique de Narváez (1930)[4]
- Mariano Ospina Pérez (1930-1934)[4]
- Camilo Sáenz Obregón (1934-1935)[4]
- Alejandro López (1935-1937)[4]
- Manuel Mejía Jaramillo (1937-1958)[4]
- Arturo Gómez Jaramillo (1958-1982)[4]
- Jorge Cárdenas Gutiérrez (1983-2002)[4]
- Gabriel Silva Luján (depuis 2002)[4]

## Stratégie commerciale
Afin de sensibiliser le public à l'origine colombienne du café, la Fedecafé décide d'appliquer une stratégie de différenciation. Pour atteindre son but, elle crée le personnage Juan Valdez, un archétype du producteur de café en Colombie, avant de finalement enregistrer le logotype Juan Valdez dans les années 1980 et de concéder des licences d'exploitation de cette marque aux torréfacteurs n'utilisant que du café colombien pour leurs produits. Par ailleurs, le gouvernement national fait enregistrer le mot « Colombian » au Canada et aux États-Unis en tant que marque de certification pour les cafés. En 2005, « Café de Colombia » acquiert le statut d'appellation d'origine en Colombie. Il devient la première indication géographique protégée (IGP) non européenne enregistrée dans l'Union européenne en 2007 ainsi que la première IGP étrangère en Suisse en 2013[réf. nécessaire]. En 2011, la FNC parvient également à faire enregistrer deux nouvelles appellations d'origine pour du café provenant de certaines régions de la Colombie, à savoir « Café de Nariño » et « Café del Cauca ».